# 시끌별 녀석들 (1981년 애니메이션)
《시끌별 녀석들》(일본어: うる星やつら)는 키티 필름이 제작하고 후지 TV에서 방송한 일본 애니메이션이다. 타카하시 루미코의 만화 《시끌별 녀석들》을 원작으로 한 애니메이션으로 1981년 10월 14일부터 1986년 3월 19일까지 방영했다. 1화부터 106화까지는 피에로가, 그 이후에는 스튜디오 딘이 공동제작했다.
2022년에 2번째 애니메이션화 작품 《시끌별 녀석들 (2022)》이 방영됐다.

## 출연진
- 라무 (성우 : 히라노 후미)
  - 라무의 친구들 (성우: 이노우에 요우 코미야 카즈에)
- 모로보시 아타루 (성우: 후루카와 토시오)
  - 아타루의 부모님 (성우: 오가타 켄이치)
  - 아타루의 친구들 (성우: 후타마타 잇세이)
- 미야케 시노부 (성우: 시마즈 사에코)
- 멘도 슈타로 (성우: 카미야 아키라)
- 텐 (성우: 스기야마 카즈코)
- 사쿠라 (성우: 와시오 마치코)
- 사쿠란보(체리) (성우: 나가이 이치로)
- 란 (성우: 이노우에 요우(초대) → 코미야 카즈에(2대))
- 후지나미 류노스케 (성우: 타나카 마유미)
- 오유키 (성우: 오하라 노리코)
- 벤텐 (성우: 미타 유코)
- 레이 (성우: 겐다 텟쇼)
- 오즈노 츠바메 (성우 : 이노우에 카즈히코)

## 제작 및 방영
《시끌별 녀석들》은 후지 TV에서 1981년 10월 14일부터 1986년 3월 19일까지 방송됐다. 10, 11화를 제외한 첫 21화는 각각 11분짜리 2회로 구성됐다. 첫 106화는 오시이 마모루가 감독했으며 그 이후에는 야마자키 카즈오가 감독했다.
- 원작: 타카하시 루미코 (소학관 소년 선데이 연재)
- 기획: 오치아이 시게카즈
- 감독: 오시이 마모루 (1~129), 야마자키 카즈오 (130~218)
- 조감독: 니시무라 준지 (130~172), 스즈키 이쿠 (173-218)
- 캐릭터 디자인 : 다카다 아케미
- 작화감독: 엔도 아사미, 노베 하야오, 야마자키 카즈오, 다카하시 모토스케, 후루세 노보루, 모리야마 유우지, 도키테 츠카사, 가토 쿄코, 아베 마사미, 엔도 유이치, 가난 마사아키, 하야시 다카후미, 오모리 히데토시, 시부이치 세츠코, 나카지마 아츠코 등
- 시리즈 구성: 야마모토 유우, 쇼 쿠이치, 이토 카즈노리, 스가 요시유키, 야나가와 시게루
- 미술감독: 나카무라 코키, 이마무라 타츠오 → 아라이 토라오
- 촬영감독: 코야마 노부오 → 시미즈 요이치
- 음향감독: 시바 시게하루
- 음악: 카자토 신스케, 안자이 후미타카, 니시무라 코지, 아마노 마사미치, 호시 카츠, 믹키 요시노
- 편집: 모리타 편집실, 모리타 키요츠구
- 코디네이터: 가토 유코(후지TV), 마츠시타 요코 (키티필름)
- PD: 누노카와 유지, 이노우에 타카오, 쿠보 마코토, 이나게 마사타카, 하세가와 히로시, 쿠보 마코토, 키쿠치 유우
- 후지TV PD: 오카 타다시
- 제작협력: 스튜디오 삐에로, 스튜디오 딘
- 기획 및 제작: 키티필름 (방송 초기엔 키티 엔터프라이즈)

후지 TV 계열 본방송으로써 방영권만 가지고 있으며, 제작은 키티필름 측이다.
- 후지 TV - 홋카이도 TV 방송 - 아오모리 방송 - TV 이와테 ※1 - 센다이 방송 ※1 - 아키타 방송 ※2 - 야마가타 TV - 후쿠시마 TV - 니가타 종합 TV ※2 - 나가노 방송 - 야마나시 방송 - 도야마 TV 방송 - 이시카와 TV - 후쿠이 TV 방송 - TV 시즈오카 - 도카이 TV - 간사이 TV 방송 - 산인 중앙 TV 방송 ※2 - 오카야마 방송, TV 신히로시마 - TV 야마구치 - TV 에히메 - TV 고치 ※1 - TV 니시닛폰 - 사가 TV - TV 나가사키 - TV 구마모토 ※5 - TV 오이타 ※1 - TV 미야자키 - 가고시마 TV ※4 - 오키나와 TV 방송

- 무인 = 동시 넷.
- ※1 = 시차 넷.
- ※2 = 동시 넷. 1984년 4월부터 시차 넷.
- ※3 = 1983년 10월부터 동시 넷. 그것까지는 시차 넷.
- ※4 = 전국 넷에서 30분 빨리 방송.
- ※5 = 1982년 4월부터 동시 넷. 그것까지는 미방송.

## 회차

### 1981년
| 회차 | 방송일    | 서브 타이틀                                                             | 비고           |
| ---- | --------- | ----------------------------------------------------------------------- | -------------- |
| 1    | 10월 14일 | 1화: 소문의 라무짱닷짜! / 2화: 거리에 석유의 비가 내려                  |                |
| 2    | 10월 21일 | 3화: 우주우편 텐쨩 도착! / 4화: 제비씨와 펭귄씨                         |                |
| 3    | 10월 28일 | 5화: 변신 미남 레이가 왔다! / 6화: 죽을 수 있는 이로남!                 |                |
| 4    | 11월 4일  | 7화: 가을 하늘로부터 킨타로! / 8화: 씩씩하게 사는 나!                   |                |
| 5    | 11월 18일 | 9화: 수수께끼의 성적 매력 미녀 사쿠라! / 10화: 고뇌하는 바이러스        | 11월 11일 결방 |
| 6    | 11월 25일 | 11화: 사랑의 삼각 블랙 홀 / 12화: 호레호레 고아쿠마                     |                |
| 7    | 12월 2일  | 13화: 전격 쇼크가 무섭다! / 14화: 염력 우라미의 조종해 인형             |                |
| 8    | 12월 9일  | 15화: 눌러 넣어가 향하고는 해왕성 / 16화: 엉망진창 공룡시대             |                |
| 9    | 12월 16일 | 17화: 잘 수 있는 미녀 쿠라마공주 / 18화: 애슬래틱녀 지옥!               |                |
| 10   | 12월 23일 | 19화: 두근두근 크리스마스이브 전편 / 20화: 두근두근 크리스마스이브 후편 |                |

### 1982년
| 회차 | 방송일    | 서브 타이틀                                                                         | 비고                                          |
| ---- | --------- | ----------------------------------------------------------------------------------- | --------------------------------------------- |
| 11   | 1월 6일   | 21화: 아타루 겐지 헤이안수도에 가다 전편 / 22화: 아타루 겐지 헤이안수도에 가다 후편 | 12월 30일 결방, 방영 당시에 시청률 24.7% 경신 |
| 12   | 1월 13일  | 23화: 사랑의 배틀 로얄 / 24화: 아버지 당신은 강했어요                               |                                               |
| 13   | 1월 20일  | 25화: 하와이안 수영복 도둑 / 26화: 지옥의 풀 코스                                   |                                               |
| 14   | 1월 27일  | 27화: 면당은 트러블과 함께! / 28화: 별자리는 둘러싼다                               |                                               |
| 15   | 2월 3일   | 29화: 절분 대전쟁 / 30화: 벤텐군단 return match                                     |                                               |
| 16   | 2월 10일  | 31화: 아의 개인 교수 / 32화: 전율의 참관일                                          |                                               |
| 17   | 2월 24일  | 33화: 4차원 카메라 / 34화: 마의 런닝                                                | 2월 17일 결방                                 |
| 18   | 3월 3일   | 35화: 히나마쯔리! 런 등장 / 36화: 런의 초대                                         |                                               |
| 19   | 3월 10일  | 37화: 눈물의 내일 일기 / 38화: 이 아이는 누~구?                                     |                                               |
| 20   | 3월 17일  | 39화: 봄은 랄랄라 졸음교실! / 40화: 복숭아의 하나우타 전투                          |                                               |
| 21   | 3월 24일  | 41화: 결투! 아타루 vs 아타루! / 42화: 눈을 뜨면 악몽!                               |                                               |
| SP   | 4월 2일   | 시끌별 녀석들 올스타 대진격! / 수학여행! 쿠노이치여 달려라!                         |                                               |
| 22   | 4월 7일   | 43화: 스페이스 맞선 대작전! 전편 / 44화: 스페이스 맞선 대작전! 후편                 |                                               |
| 23   | 4월 14일  | 45화: 봄이 만발! 피크닉 대소동! 전편 / 46화: 봄이 만발! 피크닉 대소동! 후편         |                                               |
| 24   | 4월 21일  | 47화: 귀마개에 주의                                                                 |                                               |
| 25   | 4월 28일  | 48화: 날아라! 고구마쨩!                                                             |                                               |
| 26   | 5월 5일   | 49화: 텐짱의 사랑!                                                                  |                                               |
| 27   | 5월 12일  | 50화: 날았다! 드라큘라                                                              |                                               |
| 28   | 5월 19일  | 51화: 라무짱의 남자아이 교육강좌                                                    |                                               |
| 29   | 5월 26일  | 52화: 치자나무가 사랑을 담아서                                                      |                                               |
| 30   | 6월 2일   | 53화: 미소녀는 비와 함께                                                            |                                               |
| 31   | 6월 9일   | 54화: 내 뿔을 돌려줘                                                                |                                               |
| 32   | 6월 16일  | 55화: 깜짝 도서관, 조용히!                                                          |                                               |
| 33   | 6월 23일  | 56화: 하나와 선생 등장! 이것이 청춘이네                                             |                                               |
| 34   | 6월 30일  | 57화: 슬픈 요괴! 사람을 사랑하고 싶어서                                             |                                               |
| 35   | 7월 14일  | 58화: 달링 절체절명!                                                                | 7월 7일 결방                                  |
| 36   | 7월 21일  | 59화: 레이 부활! 자습 대소동                                                        |                                               |
| 37   | 7월 28일  | 60화: 괴인 빨간 망토 나타나다!                                                      |                                               |
| 38   | 8월 4일   | 61화: 달링을 빼앗아라! 카피 작전                                                    |                                               |
| 39   | 8월 11일  | 62화: 두근두근 Summer 데이트!                                                       |                                               |
| 40   | 8월 18일  | 63화: 안녕~ 바이바이 여름의 나날                                                    |                                               |
| 41   | 9월 1일   | 64화: Panic in 태풍!                                                                | 8월 25일 결방                                 |
| 42   | 9월 8일   | 65화: 주정뱅이 부기                                                                 |                                               |
| 43   | 9월 22일  | 66화: 냐옹의 공포                                                                   | 9월 15일 결방                                 |
| 44   | 10월 13일 | 67화: 그대 떠난 후                                                                  | 9월 29일, 10월 6일 결방                       |
| 45   | 10월 20일 | 68화: 라무짱의 동창회                                                               |                                               |
| 46   | 10월 27일 | 69화: 군것질 할 사람 모여라!                                                        |                                               |
| 47   | 11월 3일  | 70화: 전율! 화석의 벽지의 수수께끼                                                  |                                               |
| 48   | 11월 10일 | 71화: 쿠라마 공주 새로운 도전!                                                      |                                               |
| 49   | 11월 17일 | 72화: 공포의 충치 WARS!                                                             |                                               |
| 50   | 11월 24일 | 73화: THE 멘도 남매!                                                                |                                               |
| 51   | 12월 1일  | 74화: 계단에 고양이가 있어                                                          |                                               |
| 52   | 12월 8일  | 75화: 너구리는 은혜를 갚을 수 있을까!?                                              |                                               |
| 53   | 12월 15일 | 76화: 결사의 아공간 아르바이트                                                      |                                               |
| 54   | 12월 22일 | 77화: 라무 주최 대 망년회!                                                          |                                               |

### 1983년
| 회차 | 방송일    | 서브 타이틀                                | 비고                    |
| ---- | --------- | ------------------------------------------ | ----------------------- |
| 55   | 1월 5일   | 78화: 말썽쟁이 무사시 풍운록               | 12월 29일 결방          |
| 56   | 1월 12일  | 79화: 목숨을 걸었습니다 수업중!            |                         |
| 57   | 1월 26일  | 80화: 부부싸움 먹느냐 먹히느냐!            |                         |
| 58   | 2월 2일   | 81화: 미스 눈의 여왕 키스를 빼앗아라!      |                         |
| 59   | 2월 16일  | 82화: 공포의 성 발렌타인 데이              | 2월 9일 결방            |
| 60   | 2월 23일  | 83화: 러브러브 캐치 볼!                    |                         |
| 61   | 3월 2일   | 84화: 멘도가 가면 무도회                   |                         |
| 62   | 3월 9일   | 85화: 우주 감기 패닉!                      |                         |
| 63   | 3월 16일  | 86화: 류노스케 등장! 바다가 좋아!          |                         |
| 64   | 3월 23일  | 87화: 이별의 계절                          |                         |
| 65   | 4월 13일  | 88화: 란짱의 데이트 대작전!                | 3월 30일, 4월 6일 결방  |
| 66   | 4월 20일  | 89화: 해피 버스데이 마이 달링              |                         |
| 67   | 4월 27일  | 90화: 지옥의 캠프에 도원향을 봤다!         |                         |
| 68   | 5월 11일  | 91화: 새신랑의 이름은 류노스케             | 5월 4일 결방            |
| 69   | 5월 18일  | 92화: 병 안의 편지 해변 요괴!              |                         |
| 70   | 6월 1일   | 93화: 격렬 등장! 미즈노코지 톤짱!          | 5월 25일 결방           |
| 71   | 6월 8일   | 94화: 시노부의 신데렐라 스토리             |                         |
| 72   | 6월 15일  | 95화: 라무짱의 이유없는 반항               |                         |
| 73   | 6월 22일  | 96화: 대승부! 사쿠라 VS 사쿠란보           |                         |
| 74   | 6월 29일  | 97화: 괴담! 버드나무의 할아범!             |                         |
| 75   | 7월 6일   | 98화: 그리고 아무도 없어졌닷쨔!?           |                         |
| 76   | 7월 13일  | 99화: 소방수 엄마 등장!                    |                         |
| 77   | 7월 20일  | 100화: 달링이 죽는다!?                     |                         |
| 78   | 7월 27일  | 101화: 비참! 사랑과 방랑의 어머니!?        |                         |
| 79   | 8월 3일   | 102화: 멘도가 섬머 크리스마스              |                         |
| 80   | 8월 10일  | 103화: 패닉 in 유령민박                    |                         |
| 81   | 8월 17일  | 104화: 아아, 기억 속의 어머니!             |                         |
| 82   | 8월 24일  | 105화: 태양이 가득 바람기가 한가득         |                         |
| 83   | 9월 7일   | 106화: 대격돌! 텐 VS 아타루                |                         |
| 84   | 9월 14일  | 107화: 공포! 참마가 습격해온다!            |                         |
| 85   | 9월 21일  | 108화: 혹성 교사 CAO-2의 복수              |                         |
| 86   | 10월 12일 | 109화: 격앙! 비참한 아이 슈타로!           | 9월 28일, 10월 5일 결방 |
| 87   | 10월 26일 | 110화: 장절! 수수께끼의 송이버섯 냄비요리! |                         |
| 88   | 11월 2일  | 111화: 분노의 라무짱!                      |                         |
| 89   | 11월 9일  | 112화: 라무와 아타루 - 둘만의 밤           |                         |
| 90   | 11월 23일 | 113화: 레이디 류노스케!                    | 11월 16일 결방          |
| 91   | 11월 30일 | 114화: 다큐멘터리 - 미스 토모비키는 누구!? |                         |
| 92   | 12월 7일  | 115화: 기괴! 무아의 묘약!                  |                         |
| 93   | 12월 14일 | 116화: 슈타로 - 불행의 아침                |                         |
| 94   | 12월 21일 | 117화: 나그네 눈사람 이야기                |                         |

### 1984년
| 회차 | 방송일    | 서브 타이틀                                              | 비고                    |
| ---- | --------- | -------------------------------------------------------- | ----------------------- |
| 95   | 1월 11일  | 118화: 라무짱의 일본 옛날 이야기                         | 12월 28일, 1월 4일 결방 |
| 96   | 1월 18일  | 119화: 빛나라! 동경하던 브라!                            |                         |
| 97   | 1월 25일  | 120화: 결투! 벤텐 VS 소녀 3인조                          |                         |
| 98   | 2월 1일   | 121화: 라무짱이 한가득!                                  |                         |
| 99   | 2월 8일   | 122화: 필살! 군것질 전쟁!                                |                         |
| 100  | 2월 15일  | 123화: 대금고! 결사의 서바이벌!                          |                         |
| 101  | 2월 22일  | 124화: 비밀작전: 여탕을 엿봐라!                          |                         |
| 102  | 2월 29일  | 125화: 사쿠라 - 애수의 유년기                            |                         |
| 103  | 3월 7일   | 126화: 타올라라 란 분노의 비디오 메일                    |                         |
| 104  | 3월 14일  | 127화: 우리 청춘의 사쿠라씨!                             |                         |
| 105  | 3월 21일  | 128화: 스크램블! 라무를 탈환해라!                        |                         |
| 106  | 3월 28일  | 129화: 사투! 아타루 대 멘도군단!                         |                         |
| 107  | 4월 11일  | 130화: 이차원공간 달링은 어디얏쨔!                       | 4월 4일 결방            |
| 108  | 4월 25일  | 131화: 격돌! 여왕폐하와 사랑의 럭비맨                    | 4월 18일 결방           |
| 109  | 5월 2일   | 132화: 란짱의 첫 키스 눈물펑펑 사랑의 맛                 |                         |
| 110  | 5월 9일   | 133화: 안.지.워.지.는 루즈                               |                         |
| 111  | 5월 16일  | 134화: 사투! 멘도가 꽃구경 데스매치                      |                         |
| 112  | 5월 23일  | 135화: 벤텐 & 류노스케 내일을 향해 달려라!               |                         |
| 113  | 5월 30일  | 136화: 대공포! 오유키 드디어 화내다!                     |                         |
| 114  | 6월 6일   | 137화: 텐짱의 신비한 사랑 이야기                         |                         |
| 115  | 6월 13일  | 138화: 마경 스페셜! 멘도 저택의 보물을 찾아라!           |                         |
| 116  | 6월 20일  | 139화: 사랑과 투혼! 글로브 vs 팬츠의 결투!               |                         |
| 117  | 6월 27일  | 140화: 라무짱 소가 되다!?                                |                         |
| 118  | 7월 11일  | 141화: 당당히 완성! 이것이 라무쨩의 청춘 영화            | 7월 4일 결방            |
| 119  | 7월 18일  | 142화: 요괴퇴산! 요염한 사쿠라의 제령!                   |                         |
| 120  | 7월 25일  | 143화: 원생동물의 역습! 수영장은 대소동                  |                         |
| 121  | 8월 1일   | 144화: 또다시 등장! 사랑의 사냥꾼 쿠라마 공주            |                         |
| 122  | 8월 15일  | 145화: 여우의 짝사랑 사랑하지만 슬프게도                 | 8월 8일 결방            |
| 123  | 8월 22일  | 146화: 류노스케 망연자실! 자식을 사랑하는 암석의 어머니! |                         |
| 124  | 8월 29일  | 147화: 괴담! 딸~랑 딸~랑 여자기숙사                      |                         |
| 125  | 9월 12일  | 148화: 수영장 요괴! 허락받지 못할 사랑으로 불타올라!     | 9월 5일 결방            |
| 126  | 9월 19일  | 149화: 란쨩 패닉 토모비키 마을에 내일은 없다             |                         |
| 127  | 9월 26일  | 150화: 사랑은 어디에? 쿠리코와 죠주로                    |                         |
| 128  | 10월 17일 | 151화: 사람인가 새인가? 호화현란 정의의 사자!            |                         |
| 129  | 10월 24일 | 152화: 선배를 해치워라! 잘 아시는 세 여자애의 역습       |                         |
| 130  | 10월 31일 | 153화: 불태워라 숨은 재주! 이 길 일직선                  |                         |
| 131  | 11월 7일  | 154화: 죽으면 안돼! 료코의 특제 밀짚인형!                |                         |
| 132  | 11월 14일 | 155화: 맞선 지옥! 갑옷소녀는 미녀? 괴녀?                 |                         |
| 133  | 11월 21일 | 156화: 갑옷소녀의 사랑! 소녀 마음은 어질어질 흔들려      |                         |
| 134  | 11월 28일 | 157화: 죽을 정도로 만나고 싶어서! 순정 여우 다시한번!    |                         |
| 135  | 12월 5일  | 158화: 수다쟁이 꽃 같은건 저어어엉말 싫어!               |                         |
| 136  | 12월 12일 | 159화: 텐쨩의 자식 탄생!? 난 모른당께                    |                         |
| 137  | 12월 19일 | 160화: 라무의 용기있는 결투! 승리는 치사한 방법으로      |                         |

### 1985년
| 회차 | 방송일    | 서브 타이틀                                               | 비고                                 |
| ---- | --------- | --------------------------------------------------------- | ------------------------------------ |
| 138  | 1월 9일   | 161화: 취직대희망! 돌아온 도망 닌자 카에데!               | 1월 2일 결방                         |
| 139  | 1월 16일  | 162화: 토모비키 고교 서바이벌! 살아남는 것은 누구냐!      |                                      |
| 140  | 1월 23일  | 163화: 수수께끼의 거대 케이크! 사랑의 도피행 패닉!        |                                      |
| 141  | 1월 30일  | 164화: 마경탄생! 달링은 뭘 생각하는거얏쨔!                |                                      |
| 142  | 2월 6일   | 165화: 연극 패닉! 멘도가 꽃구경 연회!                     |                                      |
| 143  | 2월 13일  | 166화: 봄이 어찌 멀었으리오! 외로움 많이 타는 요정 이야기 |                                      |
| 144  | 2월 20일  | 167화: 꿈 속으로! 달링 쟁탈 배틀로얄                      |                                      |
| 145  | 2월 27일  | 168화: 또다시 세 여자애! 달링 유혹 대작전                 |                                      |
| 146  | 3월 6일   | 169화: 뒤쫒는 코타츠네코! 어떻게 해서든 데운다            |                                      |
| 147  | 3월 13일  | 170화: 류노스케의 아버지 순정! 아내는 그림자안에          |                                      |
| 148  | 3월 20일  | 171화: 봄 만발! 오유키의 감기로 얼음투성이!               |                                      |
| 149  | 3월 27일  | 172화: 우정 패닉! 나는 복어가 좋데이                      |                                      |
| 150  | 4월 3일   | 173화: 돌아온 갑옷소녀! 오라버니가 가득                   |                                      |
| 151  | 4월 10일  | 174화: 권태 신드롬! 토모비키 마을은 어디로!?              |                                      |
| 152  | 4월 17일  | 175화: 위기에 빠진 란! 고타츠 네코의 첫사랑 오뎅!?        |                                      |
| 153  | 4월 24일  | 176화: 또다시 갑옷소녀 등장! 폭풍을 부르는 데이트         |                                      |
| 154  | 5월 1일   | 177화: 수수께끼의 스님 등장! 종 치기 배틀로얄             |                                      |
| 155  | 5월 8일   | 178화: 첫사랑은 또다시!? 옛날로 돌아가는가, 라무와 레이!  |                                      |
| 156  | 5월 15일  | 179화: 청춘 아저씨 등장! 빛나라, 꿈의 그레이트카페        |                                      |
| 157  | 5월 22일  | 180화: 달링의 다정함이 좋닷챠...                          |                                      |
| 158  | 5월 29일  | 181화: 순정 여우 재등장! 시노부가 좋아                    |                                      |
| 159  | 6월 5일   | 182화: 바다가 좋아~! 비원의 바닷가 찻집 번성기!?          |                                      |
| 160  | 6월 12일  | 183화: 류노스케 vs 벤텐! 덧없는 섹시 대결투!              |                                      |
| 161  | 6월 19일  | 184화: 마법의 작은병! 난 어떻게 되는 거얏챠!?             |                                      |
| 162  | 6월 26일  | 185화: 대마신 나타나다! 라무의 위험한 쇼핑!?              |                                      |
| 163  | 7월 3일   | 186화: 큰일! 달링에게 말이 통하지 않는닷챠                |                                      |
| 164  | 7월 10일  | 187화: 악몽의 여름! 텐의 장어덮밥 대작전!                 |                                      |
| 165  | 7월 17일  | 188화: 병문안 패닉!? 나쁜 맘은 없는거닷챠                 |                                      |
| 166  | 7월 24일  | 189화: 무서워!! 슈타로의 머리위에 문어가 있닷챠!?         |                                      |
| 167  | 7월 31일  | 190화: 우주에서 온 침략자! 위태로운 라무의 입술!          |                                      |
| 168  | 8월 7일   | 191화: 스페이스 서바이벌! 먹는 건 놈들이다                |                                      |
| 169  | 8월 14일  | 192화: 자극적이닷챠! 공포의 머리 위 쿨러                  |                                      |
| 170  | 8월 21일  | 193화: 사랑의 습격! 로맨틱이 멈추지 않아                  |                                      |
| 171  | 8월 28일  | 194화: 오랜만에 등장! 소방수 엄마한테 고민이 있다         |                                      |
| 172  | 9월 4일   | 195화: 행복 강매! 핀트안맞추는 파랑새                     |                                      |
| 173  | 9월 11일  | 196화: 대파란! 류노스케가 처음으로 수영복을 입는 때       |                                      |
| 174  | 9월 18일  | 197화: 신부를 얻고 싶어!! 여우의 사랑 대모험              |                                      |
| 175  | 9월 25일  | 198화: 끈질겻! 소녀 3인조의 동물 대작전                   |                                      |
| 176  | 10월 2일  | 199화: 활어잡기 이벤트! 바닷가 찻집의 악덕 장사           |                                      |
| 177  | 10월 16일 | 200화: 별님에게 소원을! 아타루 일가는 욕망 패닉           | 10월 9일 결방                        |
| 178  | 10월 23일 | 201화: 키스 배달! 달링의 첫 질투!                         |                                      |
| 179  | 10월 30일 | 202화: 술은 무서워! 사쿠라의 제령 대실패                  |                                      |
| 180  | 11월 6일  | 203화: 기분 나쁘닷챠! 사쿠란보 요가 교실                  |                                      |
| 181  | 12월 4일  | 204화: 안녕히, 온천선생!? 눈물의 송별 마라톤 대회         | 11월 13일, 11월 20일, 11월 27일 결방 |
| 182  | 12월 11일 | 205화: 순애 사쿠라! 이별의 미끌미끌 비누!?                |                                      |
| 183  | 12월 18일 | 206화: 아스카 vs 오라버니! 어떤 한 사랑의 싸움이닷챠!     |                                      |
| 184  | 12월 25일 | 207화: 달링 대흉! 공포의 사차원 운세뽑기!                 |                                      |

### 1986년
| 회차 | 방송일   | 서브 타이틀                                      | 비고         |
| ---- | -------- | ------------------------------------------------ | ------------ |
| 185  | 1월 8일  | 208화: 신춘 패닉! 멘도가 인간 말판주사위 대회    | 1월 1일 결방 |
| 186  | 1월 15일 | 209화: 꿈꾸는 텐! 무지개 끝까지 대모험!          |              |
| 197  | 1월 22일 | 210화: 데이트하고 싶어! 아타루의 시험 대작전     |              |
| 188  | 1월 29일 | 211화: 달링이 날 좋아한다고 말했닷챠             |              |
| 189  | 2월 5일  | 212화: 결사의 가정방문! 목숨건 교사가업!         |              |
| 190  | 2월 12일 | 213화: 시끌벅적! 란쨩의 거대인형!                |              |
| 191  | 2월 19일 | 214화: 일편단심! 순정 여우, 목숨을 걸겠습니다!   |              |
| 192  | 2월 26일 | 215화: 얼른 와줘, 달링! 라무의 위험한 결혼이야기 |              |
| 193  | 3월 5일  | 216화: 정말 미치겠닷챠! 란의 심술 대작전         |              |
| 194  | 3월 12일 | 217화: 이별 직전 스페셜 '빛나라! 시끌별 대상!    |              |
| 195  | 3월 19일 | 218화: 올스타 대잔치! 우리들은 불멸이닷챠!       |              |

## 주제곡

### 오프닝
| 파트 | 제목                  | 작사                          | 작곡              | 노래            | 애니메이션 시리즈 | 비고 |
| ---- | --------------------- | ----------------------------- | ----------------- | --------------- | ----------------- | ---- |
| 1기  | 라무의 러브송         | 이토 아키라                   | 코바야시 이즈미   | 코바야시 이즈미 | 1~77화            |      |
| 2기  | Dancing Star          | 이토 아키라                   | 코바야시 이즈미   | 코바야시 이즈미 | 78~106화          |      |
| 3기  | 파자마가 방해야!      | 강진화                        | 하야시 테츠지     | 나리키요 카나코 | 107~127화         |      |
| 4기  | Chance on Love        | CINDY, 미야하라 메바에        | 오다 유이치로     | CINDY           | 128~149화         |      |
| 5기  | Rock the Planet       | Ralph McCanthy, 마츠이 고로우 | 타케카와 유키히데 | Steffanie       | 150~165화         |      |
| 6기  | 신사분들 송구하옵니다 | 아키 요우코                   | 이즈미 츠네히로   | 미나미 쇼코     | 166~195화         |      |

### 엔딩
| 파트 | 제목                              | 작사                            | 작곡              | 노래            | 애니메이션 시리즈 | 비고 |
| ---- | --------------------------------- | ------------------------------- | ----------------- | --------------- | ----------------- | ---- |
| 1기  | 우주는 큰일 났다!                 | 이토 아키라                     | 코바야시 이즈미   | 마츠타니 유유코 | 1~21화            |      |
| 2기  | 마음이 허전해                     | 치헤코 슈라이더                 | 코바야시 이즈미   | 호시 카츠       | 22~43화           |      |
| 3기  | 호시 카츠                         | 버진 VS                         | 버진 VS           | 버진 VS         | 44~54화, 65~77화  |      |
| 4기  | I, I, YOU & 사랑                  | 안도 요시히코                   | 코바야시 이즈미   | 코바야시 이즈미 | 55~64화           |      |
| 5기  | 꿈은 나를 더 사랑해               | 안도 요시히코                   | 코바야시 이즈미   | 카와시마 유지   | 78~106화          |      |
| 6기  | 사랑의 뫼비우스                   | 지츠카와 쇼우, 쿠보타 사치오    | 하야카와 히로츠구 | 리츠            | 107~127화         |      |
| 7기  | OPEN INVITATION                   | Ralph McCanthy, 미야하라 메바에 | 미키 요시노       | CINDY           | 128~149화         |      |
| 8기  | EVERY DAY                         | Ralph McCanthy                  | 미키 요시노       | Steffanie       | 150~165화         |      |
| 9기  | GOOD LUCK ~영원보다 사랑을 담아서 | 아키 요우코                     | 이즈미 츠네히로   | 미나미 쇼코     | 166~195화         |      |

## 참조

### 주해
1. ↑  44화의 재방송판인 193.5화는 제외.